# Tseng Min-hao

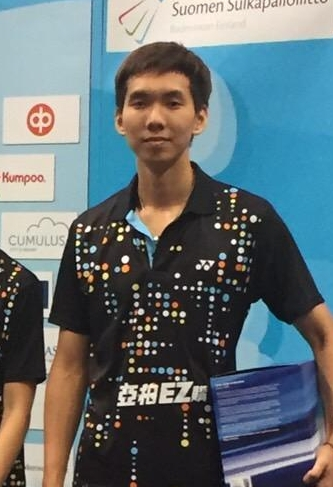
Tseng Min-Hao, 2020

Tseng Min-hao (chinesisch 曾敏豪, Pinyin Zēng Mǐnháo; * 15. Juni 1988) ist ein taiwanischer Badmintonspieler.

## Karriere
Tseng Min-hao belegte bei den Kaohsiung International 2010 Rang drei. 2012 siegte er bei den Singapur International. Bei den Vietnam International 2013 wurde er Dritter. 2014 repräsentierte er sein Land als Nationalspieler im Thomas Cup und bei den Asienspielen. Im gleichen Jahr gewann er auch Bronze bei den Welthochschulmeisterschaften.